# Bistum Valledupar
Das Bistum Valledupar (lat.: Dioecesis Valleduparensis, span.: Diócesis de Valledupar) ist eine in Kolumbien gelegene römisch-katholische Diözese mit Sitz in Valledupar.

## Geschichte
Das Bistum Valledupar wurde am 4. Dezember 1952 durch Papst Pius XII. aus Gebietsabtretungen des Apostolischen Vikariates Guajira als Apostolisches Vikariat Valledupar errichtet. Am 25. April 1969 wurde das Apostolische Vikariat Valledupar durch Papst Paul VI. zum Bistum erhoben und dem Erzbistum Barranquilla als Suffraganbistum unterstellt. Das Bistum Valledupar gab am 17. Januar 2006 Teile seines Territoriums zur Gründung des Bistums El Banco ab.

## Ordinarien

### Apostolische Vikare von Valledupar
- Vicente Roig y Villalba OFMCap, 1952–1969

### Bischöfe von Valledupar
- Vicente Roig y Villalba OFMCap, 1969–1977
- José Agustín Valbuena Jáuregui, 1977–2003
- Oscar José Vélez Isaza CMF, seit 2003

## Weblinks

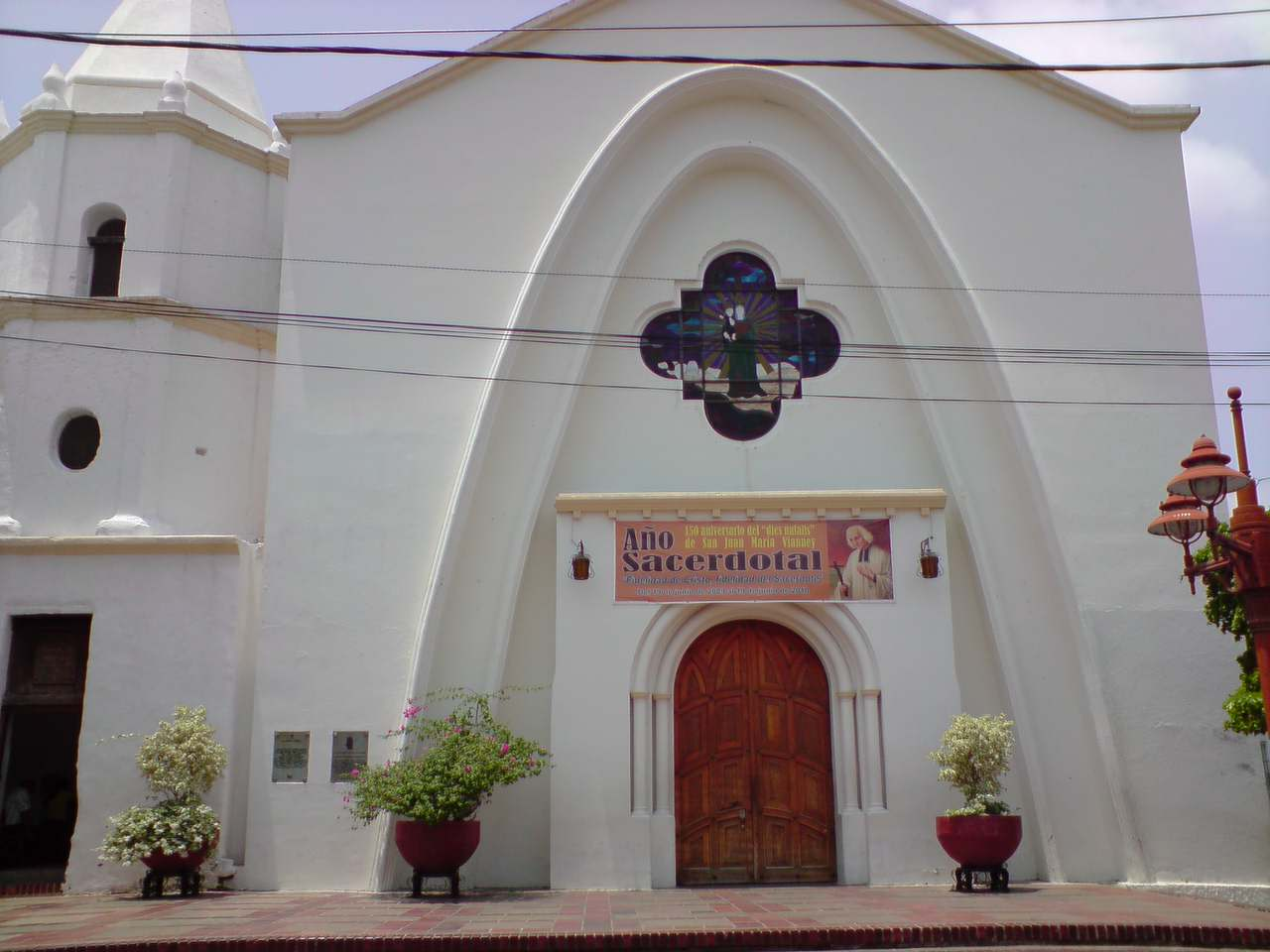
Fassade der Kathedrale in Valledupar